# Bärbel Kuhn
Bärbel Kuhn (* 25. April 1957 in Wahlen) ist eine deutsche Historikerin, Geschichtsdidaktikerin, Romanistin und Hochschullehrerin. Von 2009 bis 2024 hatte sie den Lehrstuhl für Didaktik der Geschichte an der Universität Siegen inne.

## Werdegang
Kuhn studierte an der Universität des Saarlandes Geschichte und französische Sprach- und Literaturwissenschaft. 1978/79 arbeitete sie ein Jahr als Deutschassistentin in Bordeaux. Sie legte 1983 das Erste, 1985 das Zweite Staatsexamen für das Lehramt an Gymnasien ab. Unterstützt durch eine Landesgraduiertenförderung schrieb Kuhn ihre Dissertation über den französischen Frühsozialisten Pierre Leroux und wurde 1988 an der Universität des Saarlandes im Fach Romanistik promoviert. Von 1985 bis 2000 war sie wiederholt als Lehrerin an Schulen tätig.
Von 1991 bis 1996 arbeitete Kuhn als wissenschaftliche Mitarbeiterin am Lehrstuhl für Osteuropäische Geschichte der Universität des Saarlandes. Gefördert mit einem Stipendium der Deutschen Forschungsgemeinschaft (DFG) habilitierte sie sich 1999 an der Philosophischen Fakultät der Universität des Saarlandes mit einer Schrift über ehelose Frauen und Männer im deutschen Bürgertum von der Mitte des 19. Jahrhunderts bis zum Beginn des Ersten Weltkriegs und erwarb die Venia legendi für Neuere und Neueste Geschichte. Im Februar 2006 wurde Kuhn durch den französischen Nationalen Universitätsrat (Conseil National des Universités) die Habilitationsäquivalenz in Frankreich zuerkannt. Von 2000 bis 2007 war sie Hochschuldozentin am Historischen Institut der Universität des Saarlandes und übernahm eine Vertretungsprofessur für Geschichte und ihre Didaktik an der Pädagogischen Hochschule Karlsruhe (2002–2003), eine Gastprofessur an der Universität Wien (2003), eine Vertretungsprofessur für Allgemeine Geschichte und Geschlechtergeschichte an der Universität Bielefeld (2005–2006) sowie eine Vertretungsprofessur für Didaktik der Geschichte an der Universität Duisburg-Essen (2007).
2007 nahm Kuhn einen Ruf auf die Professur für Didaktik der Geschichte an der Universität Duisburg-Essen an. Zwei Jahre später, im April 2009, folgte sie einem Ruf auf die Professur für Didaktik der Geschichte an der Universität Siegen. Seit dem 1. April 2024 ist Kuhn im Ruhestand.

## Forschung
Kuhns Forschungsinteressen konzentrieren sich auf das 18. bis 20. Jahrhundert und sind historisch fachwissenschaftlich ebenso wie fachdidaktisch breit gestreut. Aus der europäischen Kultur- und Sozialgeschichte sind Forschungen zu Kulturtransfer, Erinnerungskulturen und Erinnerungspolitik sowie biographische Forschung zu nennen. Immer wieder geht es auch um deutsch-französische Beziehungen mit einem Fokus auf dem saarländisch-französischen Grenzraum. Fragen der Frauen- und Geschlechtergeschichte bilden mit zahlreichen Publikationen einen weiteren Schwerpunkt in Kuhns Forschung. Im Bereich der Didaktik gehören vergleichende internationale Schulbuchforschung, die Geschichte des Geschichtsunterrichts sowie zweisprachiger Geschichtsunterricht zu ihren Forschungsinteressen.

## Ämter und Ehrungen
Kuhn war von 1992 bis 2002 im Vorstand der Frauenbibliothek Saarbrücken aktiv und ist es seit 2025 wieder.
Seit 2013 ist sie Sprecherin des Zentrums für Gender Studies der Universität Siegen, Gestu-S.
Seit 2012 ist sie Mitglied des Stiftungskomitees des Archivs der deutschen Frauenbewegung in Kassel. Sie ist Mitglied der Kommission für Saarländische Landesgeschichte.
2017 erschien der Sammelband Grenzgang – Grenzgängerinnen – Grenzgänger. Historische Perspektiven. Festschrift für Bärbel P. Kuhn zum 60. Geburtstag. Hrsg. von Uta Fenske, Daniel Groth und Matthias Weipert im Röhrig Universitätsverlag St. Ingbert, ISBN 978-3-86110-635-7.

## Veröffentlichungen (Auswahl)

### Herausgeberschaften
1993 übernahm Kuhn die Mitherausgeberschaft eines Heftes der internationalen Zeitschrift für feministische Geschichtswissenschaft L’Homme. Seit 2001 war sie Mitherausgeberin von SOFIE, der Saarländischen Schriftenreihe zur Frauenforschung. Seit 2010 ist sie Herausgeberin oder Mitherausgeberin der geschichtsdidaktischen Reihe Historica et Didactica, die im Röhrig Universitätsverlag St. Ingbert erscheint.

### Monografien
- Pierre Leroux – Sozialismus zwischen analytischer Gesellschaftskritik und sozialphilosophischer Synthese. Frankfurt am Main: Lang 1988 (Dissertation).
- Haus Frauen Arbeit 1915–1965. Erinnerungen aus fünfzig Jahren Haushaltsgeschichte (= SaarlandBibliothek, Bd. 8). 2. Auflage St. Ingbert 1995 (1. Auflage 1994).
- Familienstand: ledig. Ehelose Frauen und Männer im Bürgertum 1850–1914 (= L'HOMME Schriften, 5).  Köln/Weimar: Böhlau 2002, 2., um ein Register ergänzte Auflage, Habilitationsschrift. 1. Auflage 2000, ISBN 978-3-412-11101-4
- »Eigenwillig und freiheitshungrig«. Angela Braun-Stratmann: Politikerin, Journalistin, Feministin. (=Geschichte, Politik & Gesellschaft, Bd. 17). Naumann Beck: Homburg Saar 2024. ISBN 978-3-96197-152-7

### Beiträge in Zeitschriften und Sammelbänden
- Fräulein Doktor Franziska Tiburtius (1843–1927). In: VI. studentský seminář k problematice dějin ženského emancipačního hnutí ve 20. století. Filozofická fakulta Univerzity Karlovy v Praze. Prag 2000, S. 55–74.
- La bataille de Verdun dans les manuels scolaires allemands 1920 à 2005 – De l'héroïsme du soldat à l'horreur de la guerre. In: François Cochet (Hrsg.): 1916–2006. Verdun sous le regard du monde. Verdun 2006, S. 285–308.
- Historische Bildung als Welt- und Menschenkunde. In: Wolfgang Hasberg, Manfred Seidenfuß (Hrsg.): Modernisierung im Umbruch. Geschichtsdidaktik und Geschichtsunterricht nach 1945 (= Geschichtsdidaktik in Vergangenheit und Gegenwart, Bd. 6). Münster etc. 2008, S. 361–376.
- Bilingualer Geschichtsunterricht. In: Michele Barricelli und Martin Lücke (Hrsg.): Handbuch Praxis des Geschichtsunterrichts (= Forum Historisches Lernen). Schwalbach/Ts. 2012, S. 325–339.
- Die polnische Emigration der 1830er Jahre in Paris. Möglichkeiten, Verständnis zu wecken für das Fremde. In: Charlotte Bühl-Gramer, Wolfgang Hasberg und Susanne Popp (Hrsg.): Antike – Bilder – Welt. Forschungserträge internationaler Vernetzung. Elisabeth Erdmann zum 70. Geburtstag. Schwalbach im Taunus 2013, S. 245–262.
- Ordnungen des Friedens im Geschichtsunterricht. In: Peter Geiss, Peter Arnold Heuser (Hrsg.): Friedensordnungen in geschichtswissenschaftlicher und geschichtsdidaktischer Perspektive. Göttingen 2017, S. 27–44.

### Lehrmaterialien
- Männergeschichte. Teil: Kurseinheit 2. Der „Hagestolz“. Junggesellenleben im Bürgertum 1850–1919. Hagen: Fernuniversität, 3. Auflage 2004.
- (mit Uta Fenske, Daniel Groth und Klaus-Michael Guse) Kolonialismus und Dekolonisation in nationalen Geschichtskulturen und Erinnerungspolitiken in Europa. Module für den Geschichtsunterricht. Frankfurt/Main 2015 (Parallelausgaben in englischer und französischer Sprache).

Eine Bibliographie der Werke von Bärbel Kuhn bis März 2017 findet sich in der Festschrift Grenzgang – Grenzgängerinnen – Grenzgänger. Historische Perspektiven. Festschrift für Bärbel P. Kuhn zum 60. Geburtstag. Hrsg. von Uta Fenske, Daniel Groth und Matthias Weipert im Röhrig Universitätsverlag St. Ingbert, ISBN 978-3-86110-635-7, S. 325–342.